# ياسين البخيت
ياسين محمود عبد الله البخيت (مواليد 24 مارس 1989) هو لاعب كرة قدم أردني يلعب في مركز خط الوسط في الفيصلي الأردني.
كانت بداياته مع نادي اليرموك الأردني وانتقل في مطلع عام 2012 إلى نادي التعاون السعودي وقدم مستوى ممتاز جعل الأندية السعودية تتهافت للتعاقد معه ووقع في صيف 2012 إلى نادي الفيصلي السعودي ولعب معهم لمدة موسم واحد وفي صيف 2013 انضم إلى نادي الإتفاق السعودي. ثم انتقل 2014 إلى نادي الشعلة السعودي وفي عام 2015 إنتقل إلى نادي الفيصلي الأردني ومن ثم وقع في صيف 2016 مع نادي حتا الإماراتي وبعدها إلى نادي دبا الفجيرة وفي عام 2019 إنتقل إلى نادي اتحاد كلباء و بعدها مع نادي الظفرة ونادي الإمارات ونادي أم صلال ونادي مسيمير و عاد بعدها إلى نادي الفيصلي الأردني.

## روابط خارجية
- ياسين البخيت على موقع ناشيونال فوتبول تيمز (الإنجليزية)
- ياسين البخيت على موقع Soccerway.com (الإنجليزية)
- ياسين البخيت على موقع كووورة